# Campeonato Europeo de Hockey sobre Hierba Masculino de 2011
El XIII Campeonato Europeo de Hockey sobre Hierba Masculino se celebró en Mönchengladbach (Alemania), entre el 20 y el 28 de agosto de 2011 bajo la organización de la Federación Europea de Hockey (EHF) y la Federación Alemana de Hockey.
Los partidos se realizaron en el estadio Warsteiner HockeyPark de la ciudad renana.

## Grupos
| Grupo A  | Grupo B      |
| -------- | ------------ |
| Bélgica  | Inglaterra   |
| Rusia    | Francia      |
| España   | Irlanda      |
| Alemania | Países Bajos |

## Fase preliminar

### Grupo A
| Equipo   | J | G | E | P | GF | GC | DG  | PTS |
| -------- | - | - | - | - | -- | -- | --- | --- |
| Alemania | 3 | 3 | 0 | 0 | 13 | 2  | +9  | 9   |
| Bélgica  | 3 | 2 | 0 | 1 | 11 | 6  | +5  | 6   |
| España   | 3 | 1 | 0 | 2 | 8  | 6  | +2  | 3   |
| Rusia    | 3 | 0 | 0 | 3 | 1  | 19 | -18 | 0   |

- Resultados

| Fecha | Hora¹ | Partido  | Partido | Partido  | Resultado |
| ----- | ----- | -------- | ------- | -------- | --------- |
| 20.08 | 14:00 | Alemania | -       | Bélgica  | 3-1       |
| 20.08 | 20:00 | España   | -       | Rusia    | 5-0       |
| 22.08 | 15:00 | España   | -       | Alemania | 1-3       |
| 22.08 | 17:00 | Bélgica  | -       | Rusia    | 7-1       |
| 24.08 | 15:00 | Alemania | -       | Rusia    | 7-0       |
| 24.08 | 20:00 | Bélgica  | -       | España   | 3-2       |

- (¹) –  Hora local de Alemania (UTC+2)

### Grupo B
| Equipo       | J | G | E | P | GF | GC | DG  | PTS |
| ------------ | - | - | - | - | -- | -- | --- | --- |
| Países Bajos | 3 | 3 | 0 | 0 | 19 | 8  | +11 | 9   |
| Inglaterra   | 3 | 2 | 0 | 1 | 15 | 7  | +8  | 6   |
| Irlanda      | 3 | 1 | 0 | 2 | 8  | 11 | -3  | 3   |
| Francia      | 3 | 0 | 0 | 3 | 2  | 18 | -16 | 0   |

- Resultados

| Fecha | Hora¹ | Partido      | Partido | Partido      | Resultado |
| ----- | ----- | ------------ | ------- | ------------ | --------- |
| 21.08 | 10:00 | Inglaterra   | -       | Irlanda      | 4-2       |
| 21.08 | 14:00 | Países Bajos | -       | Francia      | 8-1       |
| 22.08 | 13:00 | Francia      | -       | Irlanda      | 0-2       |
| 22.08 | 19:00 | Inglaterra   | -       | Países Bajos | 3-4       |
| 24.08 | 13:00 | Francia      | -       | Inglaterra   | 1-8       |
| 24.08 | 18:00 | Países Bajos | -       | Irlanda      | 7-4       |

- (¹) –  Hora local de Alemania (UTC+2)

## Fase final

### Semifinales
| Fecha | Hora¹ | Partido  | Partido | Partido      | Resultado |
| ----- | ----- | -------- | ------- | ------------ | --------- |
| 26.08 | 18:30 | Bélgica  | -       | Países Bajos | 2-4       |
| 26.08 | 21:00 | Alemania | -       | Inglaterra   | 3-0       |

- (¹) –  Hora local de Alemania (UTC+2)

### Tercer lugar
| Fecha | Hora¹ | Partido | Partido | Partido    | Resultado  |
| ----- | ----- | ------- | ------- | ---------- | ---------- |
| 28.08 | 13:30 | Bélgica | -       | Inglaterra | 1-2 (t.e.) |

- t.e. – Tiempo extra.

### Final
| Fecha | Hora¹ | Partido      | Partido | Partido  | Resultado |
| ----- | ----- | ------------ | ------- | -------- | --------- |
| 28.08 | 16:00 | Países Bajos | -       | Alemania | 2-4       |

- (¹) –  Hora local de Alemania (UTC+2)

## Medallero
|          |              |            |
| Alemania | Países Bajos | Inglaterra |

## Estadísticas

### Clasificación general
| 1. Alemania     |
| 2. Países Bajos |
| 3. Inglaterra   |
| 4. Bélgica      |
| 5. Irlanda      |
| 6. España       |
| 7. Rusia        |
| 8. Francia      |